# Diágoras de Rodas

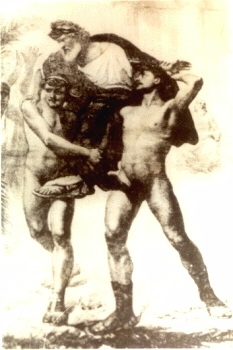
Diágoras llevado en hombros por sus dos hijos Damageto y Acusilao tras ser éstos coronados vencedores en los Juegos Olímpicos.

Diágoras fue un atleta griego del siglo V a. C. nacido en Ialisos, en la isla de Rodas. Descendiente del rey de su ciudad natal, Damágenes, se hizo famoso por triunfar en varias ocasiones en los cuatro grandes juegos griegos: olímpicos, nemeos, ístmicos y píticos. 
Píndaro cantó su victoria en el pugilato en el año 464 a. C., en la Séptima Olímpica y se le levantó una estatua en Olimpia, obra del escultor Calicles.

Cubre Señor, de gloria
al que la gran victoria
en Olimpia ganó, púgil valiente.
Estima y reverencia
entre la propia y extranjera gente
le de tu omnipotencia;
Que el rumbo sigue a la arrogancia opuesto,
Enérgico y modesto,
y los ejemplos raros
siempre sus normas son, ¡Musa! No olvides
que del buen Calianate,
célebre en el combate,
es nieto, y de los nobles eratides.
Rodas está de fiesta. Su contento
no venga a perturbar mudable viento.
Píndaro: fragmento de la Séptima Oda Olímpica al púgil Diágoras de Rodas

Ya anciano tuvo la satisfacción de ver a sus dos hijos Damageto y Acusilao vencedores en los Juegos Olímpicos. Se cuenta que justo tras ser coronados, sus hijos lo cogieron en hombros y lo pasearon triunfalmente por el estadio. Entonces uno de los espectadores gritó Κάτθανε Διαγόρα, ουκ εις Όλυμπον αναβήση («Ya puedes morir, Diágoras, pues no esperes subir al Olimpo») y Diágoras, lleno de felicidad y reconocido por todos, soltó su último aliento. Otro hijo suyo, Dorieo, fue vencedor de pancracio, en varias ocasiones.